# John Squire
John Squire, né le 24 novembre 1962, est un musicien et peintre anglais principalement connu comme  guitariste du groupe de rock des années 1990 The Stone Roses. Il a cependant joué dans un autre groupe, The Seahorses (en), fondé après la première séparation de The Stones Roses en 1996. 
Il se consacra pleinement à sa passion pour la peinture  de 2007 à 2011, jusqu'à la reformation de The Stone Roses cette année-là.
Ses riffs, sa façon de mêler mélodies et accords et ses capacités d'improvisation en live font de lui un des guitaristes les plus influents et emblématiques de la vague madchester, aux côtés de guitaristes tel que Johnny Marr de The Smiths.

## Biographie
John Squire est né à Broadheath, près de Manchester, et a grandi à Timperley, non loin d'Altrincham en Angleterre du Nord-Ouest. Il y a connu très tôt Ian Brown, futur chanteur de The Stone Roses. Il va étudier  au côté de Ian à la Altrincham Grammar school for boys où il y développera un talent pour l'art. C'est à cette même période qu'il va se passionner pour des groupes de punk rock tels que The Clash . 
John, en compagnie de Ian  va ensuite rentrer au South Traford college. Cependant les deux ne vont pas rester longtemps dans l'institut, du fait que Ian va y être renvoyé et que john va abandonner son cursus scolaire pour créer un groupe avec celui-ci. John se met donc à la guitare et prend quelques cours pour finalement  devenir autodidacte dans la pratique de l'instrument. Le groupe en question s'appelle The Patrol, qui deviendra The Stone Roses.

### Avec The Stone Roses
C'est en 1985, que la carrière musicale de John Squire débute avec son groupe The Stone Roses. Un premier single du nom de So Young est écrit, rappelant les influences punk du groupe à leur début. Le groupe va passer malgré cela quatre ans à se chercher musicalement, pour finalement sortir son premier album : The Stone Roses. L'album recevra des critiques très mélioratives, l'album étant considéré, et encore aujourd'hui, comme une œuvre musicale majeure de la pop britannique. Mais c'est après un deuxième album raté au niveau commercial  que John squire va quitter le groupe en 1994 pour former le groupe Seahorse.

## Discographie

### Singles
- Joe Louis (2002)[4]
- Room in Brooklyn (2004)[4]

### Albums
- The Stone Roses (avec The Stone Roses, 1989)
- Second Coming (avec The Stone Roses, 1994)
- Time Change Everything (2002)[4]
- Marshall's House (2004)[4]